# Zofianka
Zofianka – wieś w Polsce położona w województwie lubelskim, w powiecie opolskim, w gminie Poniatowa.
| SIMC    | Nazwa      | Rodzaj    |
| ------- | ---------- | --------- |
| 0389682 | Fiodorówka | część wsi |

W latach 1975–1998 miejscowość administracyjnie należała do ówczesnego województwa lubelskiego.
Wieś stanowi sołectwo w gminie Poniatowa. Według Narodowego Spisu Powszechnego z roku 2011 wieś liczyła 209 mieszkańców.
Wierni Kościoła rzymskokatolickiego należą do parafii św. Wojciecha w Wąwolnicy.

## Historia
Zofiankę u schyłku wieku XIX opisano jako wieś z folwarkiem w powiecie nowoaleksandryjskim (puławskim), gminie Karczmiska, parafii Wąwolnica.
Wchodziła w skład dóbr Kazimierz. Około roku 1895 wieś posiadała 23 osady i 217 morgi gruntów.